# Poix-Terron
 Poix-Terron  es una población y comuna francesa, en la región de Champaña-Ardenas, departamento de Ardenas, en el distrito de Charleville-Mézières y cantón de Omont.
Está integrada en la Communauté de communes des Crêtes Préardennaises.

## Demografía
| 721 | 693 | 648 | 679 | 736 | 804 |
| Para los censos de 1962 a 1999 la población legal corresponde a la población sin duplicidades (Fuente: INSEE [Consultar]) |     |     |     |     |     |

Es la comuna más poblada del cantón. 